# نظام دعم تحليل الموارد الجغرافية
نظام دعم تحليل الموارد الجغرافية (يطلق عليه عادة GRASS GIS ) هو مجموعة برمجيات نظم معلومات جغرافية (GIS) تستخدم لإدارة وتحليل البيانات الجغرافية المكانية، ومعالجة الصور، وإنتاج الرسومات والخرائط، والنمذجة المكانية والزمانية، والتجسيد المرئي. ويمكنها التعامل مع الرسومات النقطية، المتجهات الطوبوغرافية، معالجة الصور
والبيانات الرسومية.
يحتوي GRASS GIS على أكثر من 350 وحدة لعرض الخرائط والصور على الشاشة والورق ؛ معالجة البيانات النقطية والمتجهية بما في ذلك شبكات المتجهات ؛ معالجة بيانات الصورة متعددة الأطياف ؛ وإنشاء وإدارة وتخزين البيانات المكانية.
تم ترخيصه وإصداره كبرنامج حر ومفتوح المصدر بموجب رخصة جنو العمومية (GPL). يعمل على أنظمة تشغيل متعددة، بما في ذلك ماك أو إس وWindows وLinux. يمكن للمستخدمين التفاعل مع ميزات البرنامج من خلال واجهة مستخدم رسومية (GUI) أو عن طريق التوصيل بـ GRASS عبر برامج أخرى مثل QGIS. يمكن أيضًا التفاعل مع الوحدات مباشرة من خلال غلاف مصمم يقوم بتشغيله التطبيق أو عن طريق استدعاء الوحدات الفردية مباشرة من غلاف قياسي. أحدث إصدار مستقر (LTS) هو GRASS GIS 7، وهو متاح منذ عام 2015م.
فريق تطوير GRASS هو مجموعة متعددة الجنسيات تتكون من مطورين أماكن مختلفة. GRASS هو واحد من ثمانية مشاريع برمجية أولية لمؤسسة Open Source Geospatial Foundation.

## هندسة معمارية
يدعم GRASS البيانات النقطية والمتجهية في بعدين وثلاثة أبعاد. نموذج بيانات المتجه الطوبولوجي، يعني أن المناطق محددة بحدود ونقط الوسطى ولا يمكن أن تتداخل الحدود داخل طبقة واحدة. في المقابل، تحدد ميزات OpenGIS البسيطة، المتجهات بحرية أكبر، مثلما يفعل برنامج توضيح النواقل غير المحددة جغرافيًا.
تم تصميم GRASS كبيئة يتم فيها تنفيذ الأدوات التي تقوم بحسابات GIS محددة. على عكس برامج التطبيقات المستندة إلى واجهة المستخدم الرسومية، يتم تقديم GRASS مع غلاف Unix يحتوي على بيئة معدلة تدعم تنفيذ أوامر GRASS، تسمى الوحدات النمطية. تحتوي البيئة على حالة تتضمن معلمات مثل المنطقة الجغرافية المغطاة وإسقاط الخريطة قيد الاستخدام. تقرأ جميع وحدات GRASS هذه الحالة بالإضافة إلى أنها تُعطى معلمات محددة (مثل خرائط الإدخال والإخراج، أو القيم لاستخدامها في الحساب) عند تنفيذها. يمكن تشغيل معظم وحدات وقدرات GRASS عبر واجهة مستخدم رسومية (يتم توفيرها بواسطة وحدة GRASS)، كبديل لمعالجة البيانات الجغرافية في غلاف.
يتضمن توزيع GRASS أكثر من 350 وحدة أساسية. يتم تقديم أكثر من 100 وحدة إضافية تم إنشاؤها بواسطة المستخدمين على موقع الويب الخاصة بهم. المكتبات والوحدات الأساسية مكتوبة بلغة  البرمجة C. الوحدات النمطية الأخرى مكتوبة بلغة C أو C ++ أو Python أو Unix shell أو Tcl أو لغات البرمجة الأخرى. تم تصميم الوحدات وفقًا لفلسفة Unix، وبالتالي يمكن دمجها باستخدام برمجة Python أو shell لبناء وحدات أكثر تعقيدًا أو تخصصًا، من قبل المستخدمين، دون معرفة بلغة C.
هناك تعاون بين مشروعي GRASS وQuantum GIS (QGIS). يمكن تنفيذ الإصدارات الحديثة من QGIS داخل بيئة GRASS، مما يسمح باستخدام QGIS كواجهة رسومية سهلة الاستخدام لـ GRASS والتي تشبه إلى حد كبير برامج GIS الرسومية الأخرى أكثر من واجهة GRASS المعتمدة على الغلاف.
يوجد مشروع آخر لإعادة تطبيق GRASS في Java باسم JGRASS.

## تاريخ

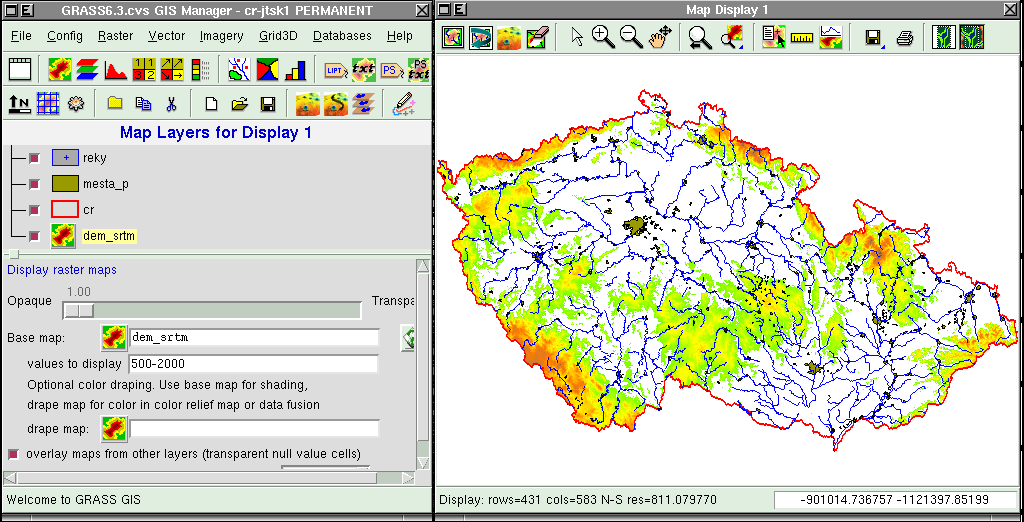
صورة من النسخة 6 لبرنامج GRASS

خَضَع البَرنامج لتطويرٍ مُستمر مُنذ عام 1982 وقد شارك بالتطوير عددٌ كَبير من الوكالات الفيدرالية والجامعات والشركات الخاصة الأمريكية. تم إصدار المكونات الأساسية للبرنامج وإدارة تكامل الجهود في إصداراته في الأصل، مِن قبل مختبر أبحاث هندسة البناء (USA-CERL)، وهو فرع من فيلق القوات البرية الأمريكي الهندسي، في تشامبيغن. وقد طوروا الإصدار الأخير من البرنامج وهو  إصدار «4.1» وذلك في عام 1992، وقَدَّموا خمسة تحديثات وتصحيحات لهذا الإصدار حتى عام 1995م. كما كتب قاموا بكتابة التركيب الأساسي لإصدار «5.0» للبرنامج.
بدأ تطوير GRASS من قبل USA-CERL لتلبية حاجة الجيش الأمريكي لبرامج إدارة الأراضي والتخطيط البيئي. الدافع الرئيسي كان قانون السياسة البيئية الوطنية. كانت منصة التطوير تعمل بنظام يونكس على أجهزة VAX. خلال الفترة من عام 1982م حتى عام 1995م، قادت USA-CERL بتطوير GRASS، بمشاركة العديد من الجهات الأخرى، بما في ذلك الجامعات والوكالات الفيدرالية الأخرى. توقفت USA-CERL رسميًا عن مشاركتها في GRASS بعد الإصدار 4.1 (1995)، على الرغم من أن التطوير اقتصر على التصحيحات الثانوية منذ عام 1993م. تشكلت مجموعة في جامعة بايلور لتولي تطوير البرنامج، وأصدرت GRASS 4.2. في هذا الوقت تقريبًا، تم إنشاء منفذ للبرنامج إلى Linux. في عام 1998م، أعلن ماركوس نيتيلر، قائد المشروع الحالي، عن إصدار GRASS 4.2.1، والذي قدم تحسينات كبيرة بما في ذلك واجهة مستخدم رسومية جديدة. في أكتوبر 1999م، تم تغيير ترخيص برنامج المجال العام الأصلي GRASS إلى GNU GPL في الإصدار 5.0.
منذ ذلك الحين، تطورت GRASS إلى مجموعة برامج قوية مع مجموعة واسعة من التطبيقات في العديد من المجالات المختلفة للبحث العلمي والهندسة. على سبيل المثال، يتم استخدامه لتقدير العائد المحتمل للطاقة الشمسية الكهروضوئية باستخدام r.sun. اعتبارًا من عام 2015م، يتم استخدام GRASS في الأوساط الأكاديمية والتجارية في جميع أنحاء العالم، وفي العديد من الوكالات الحكومية بما في ذلك NASA وNOAA ووزارة الزراعة ومركز الرحلات الجوية والفضائية الألماني وهيئة البحوث الأسترالية وإدارة المتنزهات الوطنية ومكتب تعداد الولايات المتحدة وهيئة المساحة الجيولوجية الأمريكية والعديد من شركات الاستشارات البيئية.
اعتبارًا من 2015, آخر نسخة مستقرة من GRASS GIS هي 7. تم إصدارها في عام 2015م بدلا من النسخة المستقرة الأقدم 6.4 والتي أصدرت في عام 2011م. الإصدار السابع أضاف العديد من الميزات الجديدة التي تتضمن دعم البيانات الضخمة, محرك سريع للمتجهات الثنائية والثلالثية الأبعاد, تحليل فعال لشبكات المتجهات. إطار عمل زمني والعديد من التحسينات الأخرى.
اعتبارًا من 2015, تطويرGRASS اتخذ مجريين: مستقر وتطويري. القسم المستقر مناسب لمعظم المستخدمين بينما القسم التطويري يستخدم لتجريب الميزات الجديدة.

## روابط خارجية
- الموقع الرسمي
في منظمة OSGeo
  - GRASS GIS mirror web site, Italy
  - GRASS GIS mirror at ibiblio, USA
- GRDSS, Geographic Resources Decision Support System (GRASS GUI)
- PyWPS (Python Web Processing Service with native support for GRASS)
- A (not so) short overview of the Geographic Information System GRASS
- The GRASS story, 1987 narrated by William Shatner. Provided by the AV-Portal of the German National Library of Science and Technology